# Limenitis lacina
Limenitis lacina är en fjärilsart som beskrevs av Butler. Limenitis lacina ingår i släktet Limenitis och familjen praktfjärilar. Inga underarter finns listade i Catalogue of Life.